# Timothy Fosu-Mensah
Timothy Evans Fosu-Mensah (Amsterdã, 2 de janeiro de 1998) é um futebolista neerlandês que atua como lateral-direito ou zagueiro. Atualmente está sem clube.

## Carreira

### Início
Começou nas categorias de base do Ajax, antes de mudar-se para a Inglaterra em 2014. Jogou em várias posições diferentes nas categorias de base do Manchester United, como zagueiro, lateral e volante.

### Manchester United
Fez sua estreia no time principal no dia 28 de fevereiro de 2016, em uma vitória por 3–2 sobre o Arsenal, no Old Trafford, válida pela Premier League. Ele entrou aos 55 minutos, substituindo o argentino Marcos Rojo.
Renovou seu contrato com o clube no dia 19 de outubro, assinando até o final de 2020.

### Bayer Leverkusen
Foi anunciado como novo reforço do Bayer Leverkusen no dia 13 de janeiro de 2021. O defensor assinou até 2024.

## Títulos
Manchester United
- FA Cup: 2015–16
- Copa da Liga Inglesa: 2016–17
- Liga Europa da UEFA: 2016–17

Bayer Leverkusen
- Bundesliga: 2023–24

### Prêmios individuais
- 50 jovens promessas do futebol mundial de 2015 (The Guardian)[3]
- 13º melhor jovem do ano de 2017 (FourFourTwo)[4]